# بخش مورنا
بخش مورنا (به انگلیسی: Morena district) یک منطقهٔ مسکونی در هند است که در Chambal division واقع شده‌است. بخش مورنا ۴٬۹۹۸ کیلومتر مربع مساحت و ۱٬۹۶۵٬۹۷۰ نفر جمعیت دارد.